# TAKANAKA'S COCKTAIL
『TAKANAKA'S COCKTAIL』（タカナカ・カクテル）は、日本のギタリストである高中正義が1984年12月1日にリリースしたベスト・アルバムである。

## 解説
Kitty Recordsからリリースされた最後のアルバム『夏・全・開』から5ヶ月ぶりの新譜で、高中が東芝EMIに移籍する直前にリリースされたベスト・アルバムである。
販売形態はCDとCTのみで、LPはリリースされていない。また、CDとCTで収録されている楽曲が異なっている。
選曲は、1983年リリースの『CAN I SING?』と1984年リリースの『夏・全・開』の楽曲が中心となっており、1983年にリリースされたシングル「To you」がアルバム初収録となった。

## 批評
『CDジャーナル』は、「『我ら星の子』や『PENGUIN DANCER』などは、ドライブ感があって疾走するクルマでぜひ聞きたくなるはず。」と批評した。

## 収録曲

### CD
| 全作曲: 高中正義。 |                      |                       |            |                                    |                                        |      |
| #                  | タイトル             | 作詞                  | 作曲・編曲 | 編曲                               | 収録作品                               | 時間 |
| 1.                 | 「JUMPING TAKE OFF」 |                       | 高中正義   | 高中正義                           | アルバム『CAN I SING?』                | 4:20 |
| 2.                 | 「我ら星の子」       |                       | 高中正義   | 高中正義                           | アルバム『CAN I SING?』                | 3:45 |
| 3.                 | 「SEVEN GOBLINS」    |                       | 高中正義   | 高中正義                           | アルバム『虹伝説 THE RAINBOW GOBLINS』 | 3:17 |
| 4.                 | 「THE MOON ROSE」    |                       | 高中正義   | 高中正義                           | アルバム『虹伝説 THE RAINBOW GOBLINS』 | 5:43 |
| 5.                 | 「PENGUIN DANCER」   | すずきしゅう          | 高中正義   | 高中正義                           | アルバム『alone』                      | 5:17 |
| 6.                 | 「TO YOU」           |                       | 高中正義   | 高中正義                           | シングル「To you」                     | 4:23 |
| 7.                 | 「CHILL ME OUT」     | Narada Michael Walden | 高中正義   | 高中正義 and Narada Michael Walden | アルバム『SAUDADE』                    | 4:38 |
| 8.                 | 「RETURN ACE」       |                       | 高中正義   | 高中正義                           | アルバム『夏・全・開』                 | 4:21 |
| 9.                 | 「SAUDADE」          |                       | 高中正義   | 高中正義 and Narada Michael Walden | アルバム『SAUDADE』                    | 3:41 |
| 10.                | 「NEPTUNE」          |                       | 高中正義   | 高中正義                           | アルバム『夏・全・開』                 | 5:08 |
| 11.                | 「SUMMERTIME BLUES」 | レオナ新里            | 高中正義   | 高中正義                           | アルバム『夏・全・開』                 | 4:37 |
| 12.                | 「CRY BABY CRY」     |                       | 高中正義   | 高中正義                           | アルバム『CAN I SING?』                | 4:19 |
| 13.                | 「EONA」             |                       | 高中正義   | 高中正義 and Narada Michael Walden | アルバム『SAUDADE』                    | 5:37 |
| 合計時間:          | 合計時間:            | 合計時間:             | 合計時間:  | 合計時間:                          | 59:06                                  |      |

### CT
| 全作曲: 高中正義。 |                      |              |            |                                    |                                        |      |
| #                  | タイトル             | 作詞         | 作曲・編曲 | 編曲                               | 収録作品                               | 時間 |
| 1.                 | 「JUMPING TAKE OFF」 |              | 高中正義   | 高中正義                           | アルバム『CAN I SING?』                | 4:20 |
| 2.                 | 「我ら星の子」       |              | 高中正義   | 高中正義                           | アルバム『CAN I SING?』                | 3:45 |
| 3.                 | 「SEVEN GOBLINS」    |              | 高中正義   | 高中正義                           | アルバム『虹伝説 THE RAINBOW GOBLINS』 | 3:17 |
| 4.                 | 「THE MOON ROSE」    |              | 高中正義   | 高中正義                           | アルバム『虹伝説 THE RAINBOW GOBLINS』 | 5:43 |
| 5.                 | 「リオの夢」         |              | 高中正義   | 高中正義                           | アルバム『alone』                      | 7:36 |
| 6.                 | 「PENGUIN DANCER」   | すずきしゅう | 高中正義   | 高中正義                           | アルバム『alone』                      | 5:17 |
| 7.                 | 「THE NIGHT DELAY」  |              | 高中正義   | 高中正義 and 星勝                  | アルバム『alone』                      | 6:18 |
| 8.                 | 「ALONE」            |              | 高中正義   | 高中正義                           | アルバム『alone』                      | 5:41 |
| 9.                 | 「SAUDADE」          |              | 高中正義   | 高中正義 and Narada Michael Walden | アルバム『SAUDADE』                    | 3:41 |
| 合計時間:          | 合計時間:            | 合計時間:    | 合計時間:  | 合計時間:                          | 45:38                                  |      |

| 全作曲: 高中正義。 |                          |                       |            |                                    |                                |      |
| #                  | タイトル                 | 作詞                  | 作曲・編曲 | 編曲                               | 収録作品                       | 時間 |
| 1.                 | 「SEXY DANCE」           | Elise Krentzel        | 高中正義   | 高中正義 and Greg Adams            | アルバム『AN INSATIABLE HIGH』 | 4:20 |
| 2.                 | 「憧れのセーシェル諸島」 |                       | 高中正義   | 高中正義                           | アルバム『SEYCHELLES』         | 6:10 |
| 3.                 | 「CRYSTAL MEMORIES」     |                       | 高中正義   | 高中正義                           | アルバム『T-WAVE』             | 6:01 |
| 4.                 | 「CHILL ME OUT」         | Narada Michael Walden | 高中正義   | 高中正義 and Narada Michael Walden | アルバム『SAUDADE』            | 4:38 |
| 5.                 | 「RETURN ACE」           |                       | 高中正義   | 高中正義                           | アルバム『夏・全・開』         | 4:21 |
| 6.                 | 「EONA」                 |                       | 高中正義   | 高中正義 and Narada Michael Walden | アルバム『SAUDADE』            | 5:37 |
| 7.                 | 「CRY BABY CRY」         |                       | 高中正義   | 高中正義                           | アルバム『CAN I SING?』        | 4:19 |
| 8.                 | 「SUMMERTIME BLUES」     | レオナ新里            | 高中正義   | 高中正義                           | アルバム『夏・全・開』         | 4:37 |
| 9.                 | 「TO YOU」               |                       | 高中正義   | 高中正義                           | シングル「To you」             | 4:23 |
| 合計時間:          | 合計時間:                | 合計時間:             | 合計時間:  | 合計時間:                          | 44:26                          |      |